# Epiglenea comes
Epiglenea comes är en skalbaggsart. Epiglenea comes ingår i släktet Epiglenea och familjen långhorningar.

## Underarter
Arten delas in i följande underarter:
- E. c. comes
- E. c. amoena
- E. c. formosana
- E. c. szetschuanica

## Bildgalleri

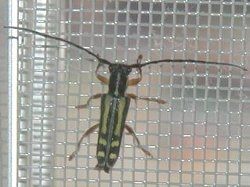